# 1874

## أحداث
- تأسيس مدينة بيريكو [الإنجليزية] وتقع حاليا في كوبا.
- تأسيس مدينة فالنتين ألسينا وتقع حاليا في الأرجنتين.
- تأسيس مدينة شاندرابور [الإنجليزية] وتقع حاليا في الهند.
- تأسيس مدينة بورلينغتون وتقع حاليا في كندا.
- تأسيس مدينة ستاينباك وتقع حاليا في كندا.
- تأسيس مدينة مابل ريدج، كولومبيا البريطانية وتقع حاليا في كندا.
- تأسيس مدينة نانيامو إي، كولومبيا البريطانية وتقع حاليا في كندا.
- تأسيس مدينة هانكو وتقع حاليا في فنلندا.
- بداية حملة الحبشة في 1874 والتي انتهت في 1876.

## مواليد
- أحمد بن أحمذي
- أنطونيو إيغاس مونيز
- أوغست كروغ
- إدوارد لي ثورندايك
- برنت هيلمان ستريتر
- جو كونور
- جوزف إيرلنغر
- حاييم فايتسمان
- خالد بن برغش البوسعيدي
- روبرت فروست
- سومرست موم
- عباس حلمي الثاني
- عبد العزيز الثعالبي
- علي عبد القادر الهوني
- غولييلمو ماركوني
- فرح أنطون
- كارل بوش
- كلارنس شبرد داي
- لين جوزيف فريزر
- هاري هوديني
- هربرت هوفر
- هنري ستانلي بلومر
- هوارد كارتر
- ونستون تشرشل
- يوهانس شتارك
- نعمان الأعظمي - واعظ وفقيه وسياسي عراقي.

### أغسطس
- 14 اغسطس - مصطفى كامل.
- عباس حلمي باشا

### ديسمبر
- 20 ديسمبر – ماري آن بيفان.

## وفيات
- آندرز أنجستروم
- أحمد بن أبي الضياف
- دافيد ستراوس
- عزرا كورنيل
- قسطنطين تيشندورف
- ميلارد فيلمور
- يوسف ما ديشين
- عبد الله بهاء الدين الألوسي، فقيه وأديب وخطاط عراقي.
- ألفرد جبسون